# Kim Kyung-jung
Đây là một tên người Triều Tiên, họ là Kim.
Kim Kyung-Jung (tiếng Hàn Quốc: 김경중) (sinh ngày 16 tháng 4 năm 1991) là một cầu thủ bóng đá Hàn Quốc hiện tại thi đấu cho Gangwon FC ở vị trí tiền đạo. Anh đại diện Đội tuyển bóng đá U-20 quốc gia Hàn Quốc và tham gia Giải vô địch bóng đá U-20 thế giới 2011.

## Sự nghiệp

### Girondins de Bordeaux
Kim gia nhập câu lạc bộ tại Ligue 1 Pháp Girondins de Bordeaux theo hợp đồng cho mượn đến hết mùa giải 2011–12.

## Sự nghiệp quốc tế
Kim tham gia Giải vô địch bóng đá U-20 thế giới 2011. Ngày 30 tháng 7 năm 2011, Kim ghi bàn thắng đầu tiên trước U-20 Mali ở vòng bảng.